# Azzam (яхта)
Azzam (араб. «решительный») — суперъяхта, построенная верфью Lürssen Yachts. При длине 180 метров на 2013 год является самой большой частной моторной яхтой. Ширина судна составляет 20,8 м при очень неглубокой для судна такого класса осадке — 4,3 м. В ходе строительства проект носил кодовое обозначение «Light» («Свет»).
Спустя семь лет после постройки в 2006 году Романом Абрамовичем яхты Eclipse, которая была на полтора метра длиннее предыдущего рекордсмена Dubai, владелец Azzam шейх Халифа Аль Нахайян (тесть и дядя владельца Dubai Мохаммеда аль-Мактума), вернул королевской семье ОАЭ негласный титул владельцев самой крупной в мире яхты.

## Провенанс
Azzam была построена по заказу президента ОАЭ Халифы ан-Нахайяна и спущена на воду 5 апреля 2013 г. Строительством руководил главный инженер проекта Мубарак Саад аль Ахбаби. Строительство осуществлялось на верфи Lürssen по проекту Nauta Yachts. Автор дизайна внутренней отделки — Кристоф Леони, известный французский дизайнер, придерживающийся стиля ампир. По мнению журнала Superyacht Times, 12 месяцев проектирования и три года строительства являются рекордом для яхт такого размера. Azzam может ходить на мелководье с высокой скоростью. В ходе испытаний яхта показала скорость 31,5 узла.
Яхта оснащена двумя турбинами и двумя дизельными двигателями общей мощностью 70 МВт (94 000 л. с.)
 и приводится в движение четырьмя водомётами, два из которых установлены неподвижно по центру кормы, а два оснащены поворотными соплами, установленными по бокам неповоротных сопел.
Как и яхта Eclipse Романа Абрамовича, Azzam зарегистрирована в Европе как чартерная. По мнению экспертов издания Motor Boat and Yacht, это было сделано для снижения стоимости эксплуатации, налоговой нагрузки (чартерные яхты не облагаются налогом на имущество) и получения льгот при стоянке в европейских маринах.